# Repechaje de Concacaf clasificatorio a la Copa América Centenario
El repechaje de Concacaf clasificatorio a la Copa América Centenario fue la instancia que determinó a los últimos dos clasificados a la Copa América Centenario 2016. Los dos partidos en que consistieron el repechaje se jugaron el 8 de enero de 2016 en Panamá.
Panamá y Haití fueron las selecciones que obtuvieron los dos cupos en juego para la Copa América Centenario 2016 tras ganar su partido ante Cuba y Trinidad y Tobago respectivamente.

## Representación de Concacaf en la Copa América Centenario 2016
La Concacaf contó con seis representantes en la Copa América Centenario Estados Unidos 2016, de un total de 16 selecciones participantes que completan las diez selecciones de Conmebol. Los seis equipos de Norte y Centroamérica obtuvieron su clasificación de la siguiente manera:
| Equipo         | Zona  | Vía de clasificación                    |
| -------------- | ----- | --------------------------------------- |
| Estados Unidos | NAFU  | País anfitrión                          |
| México         | NAFU  | Invitado permanente                     |
| Costa Rica     | UNCAF | Campeón de la Copa Centroamericana 2014 |
| Jamaica        | CFU   | Campeón de la Copa del Caribe 2014      |
| Panamá         | UNCAF | Repechaje                               |
| Haití          | CFU   | Repechaje                               |

## Equipos participantes
Las cuatro selecciones participantes en el repechaje son aquellas que se ubicaron en los mejores cuatro lugares de la Copa Oro de la Concacaf 2015 sin tener en cuenta a las 4 selecciones mencionadas anteriormente las cuales ya estaban clasificadas a la Copa América Centenario antes que se inicie la Copa Oro 2015.
Panamá logró el pase al repechaje luego de lograr el tercer lugar de la Copa Oro 2015, por su parte, Trinidad y Tobago, Haití y Cuba se clasificaron al alcanzar la etapa de cuartos de final.

### Clasificación general de la Copa Oro 2015
— Clasificados al repechaje de clasificación para la Copa América Centenario.
| Pos. | Selección         | Gr. | Pts. | PJ | PG | PE | PP | GF | GC | Dif | Rend.  |
| ---- | ----------------- | --- | ---- | -- | -- | -- | -- | -- | -- | --- | ------ |
| 1    | México            | C   | 14   | 6  | 4  | 2  | 0  | 16 | 6  | +10 | 77.78% |
| 2    | Jamaica           | B   | 13   | 6  | 4  | 1  | 1  | 8  | 6  | +2  | 72.22% |
| 3    | Panamá            | A   | 5    | 6  | 0  | 5  | 1  | 6  | 7  | –1  | 27.78% |
| 4    | Estados Unidos    | A   | 11   | 6  | 3  | 2  | 1  | 12 | 5  | +7  | 61.11% |
| 5    | Trinidad y Tobago | C   | 8    | 4  | 2  | 2  | 0  | 10 | 6  | +4  | 66.67% |
| 6    | Haití             | A   | 4    | 4  | 1  | 1  | 2  | 2  | 3  | –1  | 33.33% |
| 7    | Costa Rica        | B   | 3    | 4  | 0  | 3  | 1  | 3  | 4  | –1  | 25%    |
| 8    | Cuba              | C   | 3    | 4  | 1  | 0  | 3  | 1  | 14 | –13 | 25%    |
| 9    | El Salvador       | B   | 2    | 3  | 0  | 2  | 1  | 1  | 2  | –1  | 22.22% |
| 10   | Canadá            | B   | 2    | 3  | 0  | 2  | 1  | 0  | 1  | –1  | 22.22% |
| 11   | Honduras          | A   | 1    | 3  | 0  | 1  | 2  | 2  | 4  | –2  | 11.11% |
| 12   | Guatemala         | C   | 1    | 3  | 0  | 1  | 2  | 1  | 4  | –3  | 11.11% |

Debido a que Panamá terminó en mejor ubicación, se ganó el derecho de organizar las eliminatorias.

## Formato de competición
Las 4 selecciones participantes en el repechaje formaron dos series de dos equipos que se enfrentan en un solo partido. El ganador de cada partido clasifica a la Copa América Centenario 2016, si algún partido termina empatado luego de los 90 minutos de tiempo de juego reglamentario se procede a jugar un tiempo extra de dos periodos de 15 minutos cada uno, si luego del tiempo extra el empate persiste se define al ganador mediante tiros desde el punto penal.

### Conformación de los enfrentamientos
Los 4 equipos involucrados en el repechaje fueron ordenados de acuerdo a su posición final en la Copa Oro 2015:
1. Panamá
2. Trinidad y Tobago
3. Haití
4. Cuba

Sobre la base de este ordenamiento los enfrentamientos se conformaron de la siguiente manera:
- Partido 1: Panamá (1) vs (4) Cuba
- Partido 2: Trinidad y Tobago (2) vs (3) Haití

### Árbitros

#### Árbitros principales
- David Gantar.
- Fernando Guerrero.

#### Jueces de línea

##### Primeros jueces de línea
- Philippe Briere.
- Marcos Quintero.

##### Segundos jueces de línea
- Charles Morgante.
- José Luis Camargo.

### Cuartos hombres
- Drew Fischer.
- José Peñaloza.

## Partidos
| 8 de enero de 2016, 17:30 | Trinidad y Tobago | 0:1 (0:0) | Haití       | Estadio Rommel Fernández, Ciudad de Panamá |                          |
|                           |                   | Reporte   | 83' Belfort | Árbitro(s): David Gantar                   | Árbitro(s): David Gantar |

| 8 de enero de 2016, 20:30 | Cuba | 0:4 (0:2) | Panamá                                                | Estadio Rommel Fernández, Ciudad de Panamá |                               |
|                           |      | Reporte   | Gómez 4' · Tejada 16' (pen.) · Cooper 61' · Pérez 88' | Árbitro(s): Fernando Guerrero              | Árbitro(s): Fernando Guerrero |

## Trinidad y Tobagovs.Haití
| 21    | POR   | Jan Williams      |     |
| 6     | DEF   | Radanfah Abu Bakr |     |
| 12    | DEF   | Deon Mithchell    |     |
| 17    | DEF   | Mekell Williams   |     |
| 5     | DEF   | Daneil Cyrus      |     |
| 8     | MED   | Khaleem Hyland    |     |
| 3     | MED   | Joevin Jones      |     |
| 14    | MED   | Andre Boucaud     |     |
| 19    | MED   | Kevan George      | 81' |
| 23    | MED   | Lester Peltier    |     |
| 7     | DEL   | Jonathan Glenn    | 57' |
| D. T. | D. T. | Stephen Hart      |     |

| 1     | POR   | Steward Celus        |     |
| 6     | DEF   | Frantz Bertin        |     |
| 5     | DEF   | Alex Christian       |     |
| 3     | DEF   | Mechack Jeome        |     |
| 2     | DEF   | Stephane Lambese     |     |
| 13    | DEF   | Kevin La France      | 54' |
| 19    | MED   | Max Hilaire          |     |
| 14    | MED   | Soni Mustivar        | 59' |
| 16    | MED   | Jean Alexandre       |     |
| 10    | DEL   | Jean Maurice         | 90' |
| 9     | DEL   | Kervens Belfort Fils |     |
| D. T. | D. T. | Marc Collat          |     |

| 83' | Kervens Belfor Fils | 0:1 |

| Amonestado | Radanfag Abu Bark |

| Amonestado | Soni Mustivar |

| Principal  | David Gantar     |
| Asistentes | Philippe Briere  |
|            | Charles Morgante |
| Cuarto     | Drew Fischer     |

|                    |     |     |
| Tiros              | 8   | 18  |
| Tiros a puerta     | 4   | 5   |
| Faltas             | 12  | 16  |
| Saques de esquina  | 6   | 7   |
| Penaltis           | 0   | 0   |
| Fueras de juego    | 4   | 1   |
| Posesión del balón | 46% | 54% |

| Alineación inicial |

| 21    | POR   | Jan Williams      |     |
| 6     | DEF   | Radanfah Abu Bakr |     |
| 12    | DEF   | Deon Mithchell    |     |
| 17    | DEF   | Mekell Williams   |     |
| 5     | DEF   | Daneil Cyrus      |     |
| 8     | MED   | Khaleem Hyland    |     |
| 3     | MED   | Joevin Jones      |     |
| 14    | MED   | Andre Boucaud     |     |
| 19    | MED   | Kevan George      | 81' |
| 23    | MED   | Lester Peltier    |     |
| 7     | DEL   | Jonathan Glenn    | 57' |
| D. T. | D. T. | Stephen Hart      |     |

| 1     | POR   | Steward Celus        |     |
| 6     | DEF   | Frantz Bertin        |     |
| 5     | DEF   | Alex Christian       |     |
| 3     | DEF   | Mechack Jeome        |     |
| 2     | DEF   | Stephane Lambese     |     |
| 13    | DEF   | Kevin La France      | 54' |
| 19    | MED   | Max Hilaire          |     |
| 14    | MED   | Soni Mustivar        | 59' |
| 16    | MED   | Jean Alexandre       |     |
| 10    | DEL   | Jean Maurice         | 90' |
| 9     | DEL   | Kervens Belfort Fils |     |
| D. T. | D. T. | Marc Collat          |     |

| 83' | Kervens Belfor Fils | 0:1 |

| Amonestado | Radanfag Abu Bark |

| Amonestado | Soni Mustivar |

| Principal  | David Gantar     |
| Asistentes | Philippe Briere  |
|            | Charles Morgante |
| Cuarto     | Drew Fischer     |

|                    |     |     |
| Tiros              | 8   | 18  |
| Tiros a puerta     | 4   | 5   |
| Faltas             | 12  | 16  |
| Saques de esquina  | 6   | 7   |
| Penaltis           | 0   | 0   |
| Fueras de juego    | 4   | 1   |
| Posesión del balón | 46% | 54% |

| Alineación inicial |

| 21    | POR   | Jan Williams      |     |
| 6     | DEF   | Radanfah Abu Bakr |     |
| 12    | DEF   | Deon Mithchell    |     |
| 17    | DEF   | Mekell Williams   |     |
| 5     | DEF   | Daneil Cyrus      |     |
| 8     | MED   | Khaleem Hyland    |     |
| 3     | MED   | Joevin Jones      |     |
| 14    | MED   | Andre Boucaud     |     |
| 19    | MED   | Kevan George      | 81' |
| 23    | MED   | Lester Peltier    |     |
| 7     | DEL   | Jonathan Glenn    | 57' |
| D. T. | D. T. | Stephen Hart      |     |

| 1     | POR   | Steward Celus        |     |
| 6     | DEF   | Frantz Bertin        |     |
| 5     | DEF   | Alex Christian       |     |
| 3     | DEF   | Mechack Jeome        |     |
| 2     | DEF   | Stephane Lambese     |     |
| 13    | DEF   | Kevin La France      | 54' |
| 19    | MED   | Max Hilaire          |     |
| 14    | MED   | Soni Mustivar        | 59' |
| 16    | MED   | Jean Alexandre       |     |
| 10    | DEL   | Jean Maurice         | 90' |
| 9     | DEL   | Kervens Belfort Fils |     |
| D. T. | D. T. | Marc Collat          |     |

| 83' | Kervens Belfor Fils | 0:1 |

| Amonestado | Radanfag Abu Bark |

| Amonestado | Soni Mustivar |

| Principal  | David Gantar     |
| Asistentes | Philippe Briere  |
|            | Charles Morgante |
| Cuarto     | Drew Fischer     |

|                    |     |     |
| Tiros              | 8   | 18  |
| Tiros a puerta     | 4   | 5   |
| Faltas             | 12  | 16  |
| Saques de esquina  | 6   | 7   |
| Penaltis           | 0   | 0   |
| Fueras de juego    | 4   | 1   |
| Posesión del balón | 46% | 54% |

| Alineación inicial |

| 21    | POR   | Jan Williams      |     |
| 6     | DEF   | Radanfah Abu Bakr |     |
| 12    | DEF   | Deon Mithchell    |     |
| 17    | DEF   | Mekell Williams   |     |
| 5     | DEF   | Daneil Cyrus      |     |
| 8     | MED   | Khaleem Hyland    |     |
| 3     | MED   | Joevin Jones      |     |
| 14    | MED   | Andre Boucaud     |     |
| 19    | MED   | Kevan George      | 81' |
| 23    | MED   | Lester Peltier    |     |
| 7     | DEL   | Jonathan Glenn    | 57' |
| D. T. | D. T. | Stephen Hart      |     |

| 1     | POR   | Steward Celus        |     |
| 6     | DEF   | Frantz Bertin        |     |
| 5     | DEF   | Alex Christian       |     |
| 3     | DEF   | Mechack Jeome        |     |
| 2     | DEF   | Stephane Lambese     |     |
| 13    | DEF   | Kevin La France      | 54' |
| 19    | MED   | Max Hilaire          |     |
| 14    | MED   | Soni Mustivar        | 59' |
| 16    | MED   | Jean Alexandre       |     |
| 10    | DEL   | Jean Maurice         | 90' |
| 9     | DEL   | Kervens Belfort Fils |     |
| D. T. | D. T. | Marc Collat          |     |

| 83' | Kervens Belfor Fils | 0:1 |

| Amonestado | Radanfag Abu Bark |

| Amonestado | Soni Mustivar |

| Principal  | David Gantar     |
| Asistentes | Philippe Briere  |
|            | Charles Morgante |
| Cuarto     | Drew Fischer     |

|                    |     |     |
| Tiros              | 8   | 18  |
| Tiros a puerta     | 4   | 5   |
| Faltas             | 12  | 16  |
| Saques de esquina  | 6   | 7   |
| Penaltis           | 0   | 0   |
| Fueras de juego    | 4   | 1   |
| Posesión del balón | 46% | 54% |

| Alineación inicial |

## Cubavs.Panamá
| 1     | POR   | Sandy Sánchez        |     |
| 2     | DEF   | Andy Vaquero         |     |
| 5     | DEF   | Jorge Tejada         | 75' |
| 18    | DEF   | Abel Martínez        |     |
| 19    | DEF   | David Soler          | 57' |
| 6     | MED   | Yosel Guillen        |     |
| 8     | MED   | Arberto Carbonell    | 73' |
| 10    | MED   | Anchell Hernández    |     |
| 13    | MED   | Carlos Francisco     |     |
| 16    | MED   | Daniel Saez          |     |
| 9     | DEL   | Maykel Azcuy         |     |
| D. T. | D. T. | Raúl González Triana |     |

| 1     | POR   | Jaime Penedo       |     |
| 17    | DEF   | Luis Henriquez     |     |
| 13    | DEF   | Adolfo Machado     |     |
| 15    | DEF   | Erick Davis        |     |
| 3     | DEF   | Harold Cummings    |     |
| 20    | MED   | Aníbal Godoy       |     |
| 19    | MED   | Alberto Quintero   | 80' |
| 14    | MED   | Valentín Pimentel  | 45' |
| 6     | MED   | Gabriel Gómez      |     |
| 10    | DEL   | Luis Tejada        | 68' |
| 7     | DEL   | Blas Pérez         |     |
| D. T. | D. T. | Hernán Darío Gómez |     |

| 12 | Defensa        | Alain Cervantes  | 57' |
| 13 | Centrocampista | Yolexis Mora     | 73' |
| 14 | Delantero      | Yaisnien Nápoles | 75' |

| 12 | Defensa        | Armando Cooper | 45' |
| 13 | Centrocampista | Abdiel Arroyo  | 68' |
| 14 | Delantero      | Yoel Bárcenas  | 80' |

| 4' · 16' · 61' · 88' | Gabriel Gómez Luis Tejada Armando Cooper Blas Pérez | 0:1 0:2 0:3 0:4 |

| Amonestado · Amonestado · Amonestado | Jorge Tejada Daniel Saez Yosel Guillen |

| Amonestado · Amonestado | Valentín Pimentel Armando Cooper |

| Principal  | Fernando Guerrero |
| Asistentes | Marcos Quintero   |
|            | José Luis Camargo |
| Cuarto     | José Peñaloza     |

|                    |    |    |
| Tiros              | 10 | 13 |
| Tiros a puerta     | 2  | 0  |
| Faltas             | 13 | 13 |
| Saques de esquina  | -  | -  |
| Penaltis           | 0  | 1  |
| Fueras de juego    | 2  | 3  |
| Posesión del balón | %  | %  |

| Alineación inicial |

| 1     | POR   | Sandy Sánchez        |     |
| 2     | DEF   | Andy Vaquero         |     |
| 5     | DEF   | Jorge Tejada         | 75' |
| 18    | DEF   | Abel Martínez        |     |
| 19    | DEF   | David Soler          | 57' |
| 6     | MED   | Yosel Guillen        |     |
| 8     | MED   | Arberto Carbonell    | 73' |
| 10    | MED   | Anchell Hernández    |     |
| 13    | MED   | Carlos Francisco     |     |
| 16    | MED   | Daniel Saez          |     |
| 9     | DEL   | Maykel Azcuy         |     |
| D. T. | D. T. | Raúl González Triana |     |

| 1     | POR   | Jaime Penedo       |     |
| 17    | DEF   | Luis Henriquez     |     |
| 13    | DEF   | Adolfo Machado     |     |
| 15    | DEF   | Erick Davis        |     |
| 3     | DEF   | Harold Cummings    |     |
| 20    | MED   | Aníbal Godoy       |     |
| 19    | MED   | Alberto Quintero   | 80' |
| 14    | MED   | Valentín Pimentel  | 45' |
| 6     | MED   | Gabriel Gómez      |     |
| 10    | DEL   | Luis Tejada        | 68' |
| 7     | DEL   | Blas Pérez         |     |
| D. T. | D. T. | Hernán Darío Gómez |     |

| 12 | Defensa        | Alain Cervantes  | 57' |
| 13 | Centrocampista | Yolexis Mora     | 73' |
| 14 | Delantero      | Yaisnien Nápoles | 75' |

| 12 | Defensa        | Armando Cooper | 45' |
| 13 | Centrocampista | Abdiel Arroyo  | 68' |
| 14 | Delantero      | Yoel Bárcenas  | 80' |

| 4' · 16' · 61' · 88' | Gabriel Gómez Luis Tejada Armando Cooper Blas Pérez | 0:1 0:2 0:3 0:4 |

| Amonestado · Amonestado · Amonestado | Jorge Tejada Daniel Saez Yosel Guillen |

| Amonestado · Amonestado | Valentín Pimentel Armando Cooper |

| Principal  | Fernando Guerrero |
| Asistentes | Marcos Quintero   |
|            | José Luis Camargo |
| Cuarto     | José Peñaloza     |

|                    |    |    |
| Tiros              | 10 | 13 |
| Tiros a puerta     | 2  | 0  |
| Faltas             | 13 | 13 |
| Saques de esquina  | -  | -  |
| Penaltis           | 0  | 1  |
| Fueras de juego    | 2  | 3  |
| Posesión del balón | %  | %  |

| Alineación inicial |

| 1     | POR   | Sandy Sánchez        |     |
| 2     | DEF   | Andy Vaquero         |     |
| 5     | DEF   | Jorge Tejada         | 75' |
| 18    | DEF   | Abel Martínez        |     |
| 19    | DEF   | David Soler          | 57' |
| 6     | MED   | Yosel Guillen        |     |
| 8     | MED   | Arberto Carbonell    | 73' |
| 10    | MED   | Anchell Hernández    |     |
| 13    | MED   | Carlos Francisco     |     |
| 16    | MED   | Daniel Saez          |     |
| 9     | DEL   | Maykel Azcuy         |     |
| D. T. | D. T. | Raúl González Triana |     |

| 1     | POR   | Jaime Penedo       |     |
| 17    | DEF   | Luis Henriquez     |     |
| 13    | DEF   | Adolfo Machado     |     |
| 15    | DEF   | Erick Davis        |     |
| 3     | DEF   | Harold Cummings    |     |
| 20    | MED   | Aníbal Godoy       |     |
| 19    | MED   | Alberto Quintero   | 80' |
| 14    | MED   | Valentín Pimentel  | 45' |
| 6     | MED   | Gabriel Gómez      |     |
| 10    | DEL   | Luis Tejada        | 68' |
| 7     | DEL   | Blas Pérez         |     |
| D. T. | D. T. | Hernán Darío Gómez |     |

| 12 | Defensa        | Alain Cervantes  | 57' |
| 13 | Centrocampista | Yolexis Mora     | 73' |
| 14 | Delantero      | Yaisnien Nápoles | 75' |

| 12 | Defensa        | Armando Cooper | 45' |
| 13 | Centrocampista | Abdiel Arroyo  | 68' |
| 14 | Delantero      | Yoel Bárcenas  | 80' |

| 4' · 16' · 61' · 88' | Gabriel Gómez Luis Tejada Armando Cooper Blas Pérez | 0:1 0:2 0:3 0:4 |

| Amonestado · Amonestado · Amonestado | Jorge Tejada Daniel Saez Yosel Guillen |

| Amonestado · Amonestado | Valentín Pimentel Armando Cooper |

| Principal  | Fernando Guerrero |
| Asistentes | Marcos Quintero   |
|            | José Luis Camargo |
| Cuarto     | José Peñaloza     |

|                    |    |    |
| Tiros              | 10 | 13 |
| Tiros a puerta     | 2  | 0  |
| Faltas             | 13 | 13 |
| Saques de esquina  | -  | -  |
| Penaltis           | 0  | 1  |
| Fueras de juego    | 2  | 3  |
| Posesión del balón | %  | %  |

| Alineación inicial |

| 1     | POR   | Sandy Sánchez        |     |
| 2     | DEF   | Andy Vaquero         |     |
| 5     | DEF   | Jorge Tejada         | 75' |
| 18    | DEF   | Abel Martínez        |     |
| 19    | DEF   | David Soler          | 57' |
| 6     | MED   | Yosel Guillen        |     |
| 8     | MED   | Arberto Carbonell    | 73' |
| 10    | MED   | Anchell Hernández    |     |
| 13    | MED   | Carlos Francisco     |     |
| 16    | MED   | Daniel Saez          |     |
| 9     | DEL   | Maykel Azcuy         |     |
| D. T. | D. T. | Raúl González Triana |     |

| 1     | POR   | Jaime Penedo       |     |
| 17    | DEF   | Luis Henriquez     |     |
| 13    | DEF   | Adolfo Machado     |     |
| 15    | DEF   | Erick Davis        |     |
| 3     | DEF   | Harold Cummings    |     |
| 20    | MED   | Aníbal Godoy       |     |
| 19    | MED   | Alberto Quintero   | 80' |
| 14    | MED   | Valentín Pimentel  | 45' |
| 6     | MED   | Gabriel Gómez      |     |
| 10    | DEL   | Luis Tejada        | 68' |
| 7     | DEL   | Blas Pérez         |     |
| D. T. | D. T. | Hernán Darío Gómez |     |

| 12 | Defensa        | Alain Cervantes  | 57' |
| 13 | Centrocampista | Yolexis Mora     | 73' |
| 14 | Delantero      | Yaisnien Nápoles | 75' |

| 12 | Defensa        | Armando Cooper | 45' |
| 13 | Centrocampista | Abdiel Arroyo  | 68' |
| 14 | Delantero      | Yoel Bárcenas  | 80' |

| 4' · 16' · 61' · 88' | Gabriel Gómez Luis Tejada Armando Cooper Blas Pérez | 0:1 0:2 0:3 0:4 |

| Amonestado · Amonestado · Amonestado | Jorge Tejada Daniel Saez Yosel Guillen |

| Amonestado · Amonestado | Valentín Pimentel Armando Cooper |

| Principal  | Fernando Guerrero |
| Asistentes | Marcos Quintero   |
|            | José Luis Camargo |
| Cuarto     | José Peñaloza     |

|                    |    |    |
| Tiros              | 10 | 13 |
| Tiros a puerta     | 2  | 0  |
| Faltas             | 13 | 13 |
| Saques de esquina  | -  | -  |
| Penaltis           | 0  | 1  |
| Fueras de juego    | 2  | 3  |
| Posesión del balón | %  | %  |

| Alineación inicial |

## Clasificados a la Copa América Centenario Estados Unidos 2016
| Bandera de Estados Unidos | Bandera de México | Bandera de Costa Rica                   |
| Estados Unidos            | México            | Costa Rica                              |
| Organizador               | Invitado          | Campeón de la Copa Centroamericana 2014 |

| Bandera de Jamaica                 | Bandera de Haití                  | Bandera de Panamá                 |
| Jamaica                            | Haití                             | Panamá                            |
| Campeón de la Copa del Caribe 2014 | Primero del Grupo A del Repechaje | Primero del Grupo B del Repechaje |

## Tabla general de posiciones
- En negrita los clasificados a la Copa América 2016.

| # | Equipo            | PTOS | PJ | PG | PE | PP | GF | GC | DG |
| - | ----------------- | ---- | -- | -- | -- | -- | -- | -- | -- |
| 1 | Panamá            | 3    | 1  | 1  | 0  | 0  | 4  | 0  | +4 |
| 2 | Haití             | 3    | 1  | 1  | 0  | 0  | 1  | 0  | +1 |
| 3 | Trinidad y Tobago | 0    | 1  | 0  | 0  | 1  | 0  | 1  | –1 |
| 4 | Cuba              | 0    | 1  | 0  | 0  | 1  | 0  | 4  | –4 |

## Goleadores
| Jugador         | Selección | Goles |
| --------------- | --------- | ----- |
| Kervens Belfort | Haití     | 1     |
| Gabriel Gómez   | Panamá    | 1     |
| Luis Tejada     | Panamá    | 1     |
| Armando Cooper  | Panamá    | 1     |
| Blas Pérez      | Panamá    | 1     |